# Дом Маева
До́м Ма́ева (До́м Н. И. Ма́ева) — деревянный особняк в Екатеринбурге на Вознесенской горке по улице Верх-Вознесенская, ныне ул. Тургенева, 20 — выразительный образец деревянного зодчества, в котором широко использованы мотивы народной деревянной резьбы. Решением Свердловского облисполкома в 1980 году здание признано памятником истории и культуры. С 2006 по 2016 год здесь работали «Коляда-театр» и Центр современной драматургии.

## История
В Государственный архиве Свердловской области упоминаются владельцы — семья Маевых: Николай Иванович и его отец Иван Петрович Маев — чиновник, обосновавшиеся на Вознесенской горке с середины XIX в. Имя архитектора постройки, датируемой началом XX века, неизвестно, проект был утверждён городской управой. К тому моменту усадьба включала флигель с подвалом, хозяйственные постройки и баню.
 Приехавший из Красноуфимского уезда купец Александр Николаевич Судаков приобрёл домовладение Маевых, построив в 1908 г. в глубине участка паровую фабрику бумажных пакетов. В 1913 г. к нему же отошло соседнее домовладение № 22 для хромо-литографии.
Советская власть конфисковала предприятия А. Н. Судакова, — постановлением Екатеринбургского уездно-городского исполкома от 14 мая 1920 г. жилые здания были муниципализированы и переданы под коммунальное жильё неимущим. А в 1933 году всё досталось свердловскому объединению «Полиграфист» (позже "Типография «Полиграфист»). С конца 1930-х годов в доме был устроен детский сад от издательства «Уральский рабочий».
Новая страница дома Маева началась в сентябре 2006 года с приходом Николая Коляды и его труппы, на десять лет освобождёных от арендной платы. Артисты сами провели свет, воду, перепланировали и приспособили долго неиспользуемые помещения под театр. Вскоре там были созданы новые спектакли Коляды и его учеников, с которыми «Коляда-театр» начал гастролировать по стране и за рубеж, год от года набирая популярность. А резной домик на Тургенева приобрёл имя нарицательное «Избушка».
Появление актёров из-за двустворчатой двери с филёнчатыми створками — за неимением кулис — стало фирменным режиссёрским приёмом Коляды на долгие годы:

… главная ритуальная вещь на сцене, в каждом спектакле — большая дверь посередине задника.
 Каждая сцена начинается входом толпы, приплясывающей под поп, рус, или шансон-шлягер, каждая сцена заканчивается выплясыванием обратно…
— Дмитрий Лисин, «Свободная Пресса» 25 января 2014
С конца апреля 2014 года после переезда «Коляда-театра» в отремонтированное здание на пр. Ленина ещё два театральных сезона здесь работал Центр современной драматургии. Последний спектакль был сыгран 1 сентября 2016 года.

## Описание
Архитекторы, работавшие в области деревянного строительства, вдохновлялись господствующими на рубеже веков эстетическими идеалами русского стиля. Во многом они шли от внешней декоративной формы, от отдельных элементов и деталей, однако часто обращались и к традиционной схеме крестьянской избы, претворяя её в городском доме.
— Центр традиционной народной культуры Среднего Урала
Особняк Маева представляет собой несколько вытянутое одноэтажное здание с асимметрично выступающим массивом мезонина вдоль всего северного фасада. На западную, обращённую к улице Тургенева сторону, выходит парадное каменное крыльцо с двухскатной кровлей большого выноса на подкосах. Значительная часть бревенчатого сруба  забрана горизонтальной дощатой обшивкой — на закрытых таким образом плоскостях стен выгодно выделяется богатый резной декор оконных наличников, карнизов и фриза. Чередование накладных и пропильных деталей резьбы создаёт особо нарядный эффект.
 Близко примыкающая к соседнему домовладению глухая южная стена архитектурно почти никак не проработана. Смотрящий во внутренний двор восточный фасад имеет две поздние пристройки советского времени.
 От времени в декоре фасадов образовались незначительные утраты. В жилых помещениях, не один раз перестраиваемых, первоначальное убранство за редким исключением не сохранилось.
Подлинные образцы купеческих усадеб — ценнейшая часть архитектурного наследия дореволюционного Екатеринбурга. Вместе с близрасположенными по ул. Тургенева домами: М. М. Крылова (д. 18), А. Н. Судакова (д. 24), горного инженера И. И. Радикарцева (д. 28), а также видом на Вознесенскую церковь здесь сохраняется панорама застройки конца XIX — начала XX века.

## Современное положение
В сентябре 2016 года здание перешло в ведение Государственной казны Свердловской области и фактически пустовало. В том же году Научно-производственному центру по охране и использованию памятников истории и культуры региона было поручено провести реставрацию объекта. В рамках областной государственной программы планировалось усилить фундамент, заменить деревянные балки перекрытий, лестничные марши, систему отопления, внутренние сети электроснабжения и кровлю. Но особняк и доныне остаётся заброшенным, без отопления, водопровода, электричества и канализации.
Управление госохраны объектов культурного наследия Свердловской области в 2018 году утвердило границы участка, занимаемого Домом Маева. Приказом № 339 разрешено проведение работ по озеленению и благоустройству территории, воссоздание утраченных элементов, но запрещается новое строительство.
В апреле 2020 года выступивший пред депутатами Законодательного собрания и. о. главы МУГИСО Сергей Зырянов сослался на отсутствие средств на реконструкцию, после чего депутаты дали разрешение на его продажу. К объявленному на ноябрь того же года аукциону ни одной заявки на его покупку не поступило. Была концепция создания в нём молодёжного креативного пространство UralCULT с офисами, кофейней, студией звукозаписи, конференц-залом и пространством для выставок, для чего велись поиски инвестора, не приведшие к результату. Снизив стартовую цену, в 2021 году власти объявили новый аукцион. Снизив цену, ещё один аукцион был назначен ГКУ СО «Фондом имущества Свердловской области» на январь 2022 года.